# Pelexia laxa
Pelexia laxa är en orkidéart som först beskrevs av Eduard Friedrich Poeppig och Stephan Ladislaus Endlicher, och fick sitt nu gällande namn av John Lindley. Pelexia laxa ingår i släktet Pelexia och familjen orkidéer. Inga underarter finns listade i Catalogue of Life.